# Säuglingstoxikose
Als Säuglingstoxikose wird die schwerste Form der akuten Ernährungsstörung bei einem Säugling bezeichnet. Es ist häufig eine Folge einer infektiösen Säuglingsenteritis. Der Wasser- und Elektrolytverlust bei Durchfall und Erbrechen können zu einer lebensbedrohlichen Stoffwechselentgleisung führen, sog. (Hyperosmolares Syndrom).

## Symptome
Neben den Krankheitszeichen, die einen Hinweis auf den Flüssigkeitsverlust geben, wie Durchfall oder Erbrechen, bestehen die Zeichen einer Austrocknung in tief in ihren Höhlen liegenden und umränderten (halonierten) Augen, einer fahlgrauen Hautfarbe und einer verminderten Spannung der Haut (verminderter Turgor) mit stehenden Hautfalten. Bei fortschreitendem Flüssigkeitsverlust kann es zunehmend zu einem Bewusstseinsverlust und gegebenenfalls auch Krampfanfällen kommen. Im Urin findet sich zunächst eine krankhaft vermehrte Eiweißausscheidung, bevor die Urinproduktion als Folge eines einsetzenden Nierenversagens aussetzt.

## Therapie
Der Wasser- und Elektrolytverlust muss so schnell wie möglich durch eine Infusion wieder ausgeglichen werden. Dabei darf die Geschwindigkeit des Ausgleichs wiederum nicht zu schnell sein, da es sonst zu einem Ungleichgewicht der Flüssigkeitsmenge außer- und innerhalb des Zentralnervensystems kommen kann. Dies könnte seinerseits zu Krampfanfällen führen.